# إحياء الماموث الصوفي

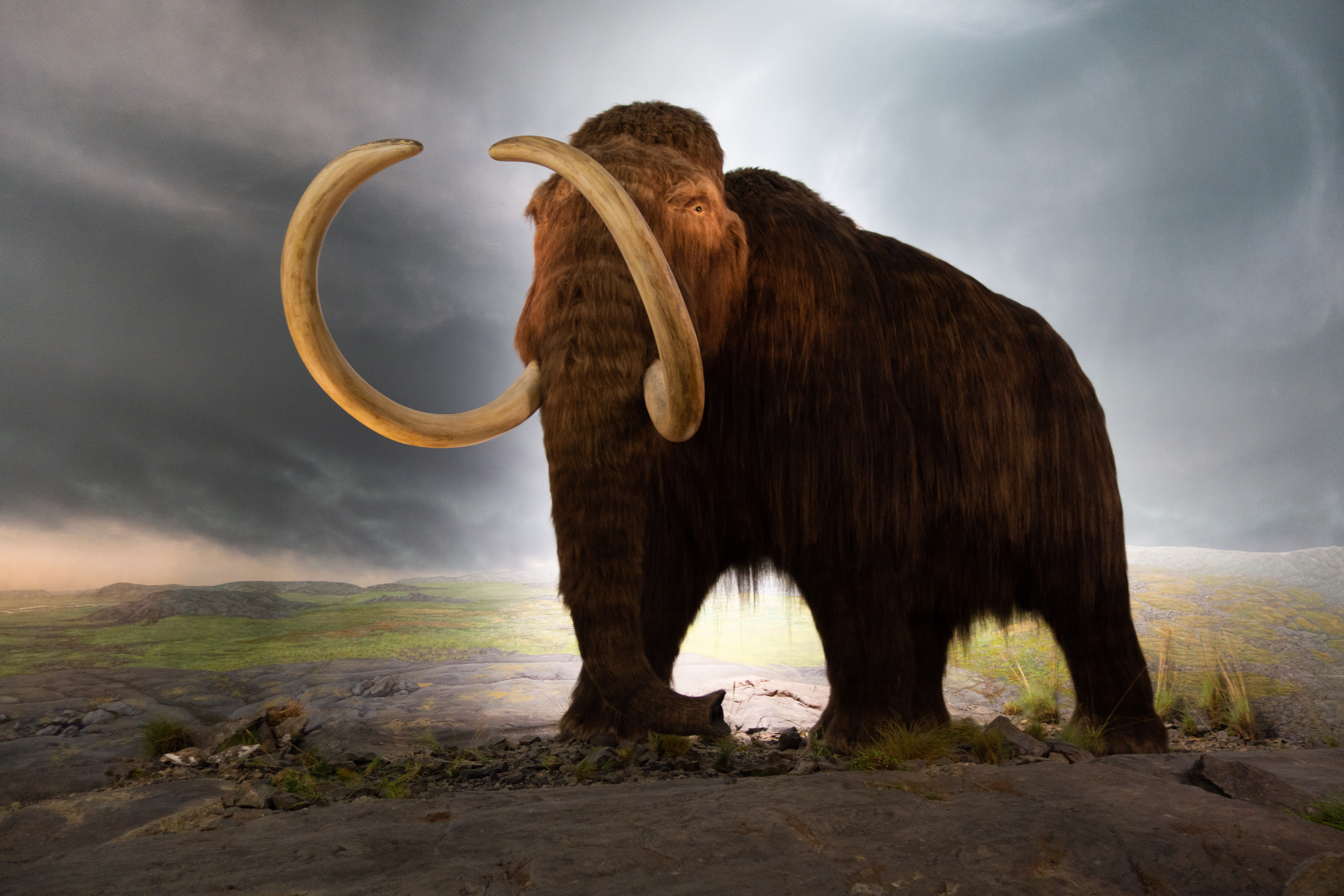
نموذج لماموث صوفي في متحف كولومبيا البريطانية الملكي

أدى وجود بقايا الأنسجة الرخوة المجمدة والحمض النووي للماموث الصوفي إلى فكرة أنه يمكن إعادة إنشاء الأنواع بالوسائل العلمية. في عام 2003، تم إحياء وعل البرانس لفترة وجيزة، مما أعطى مصداقية لفكرة أنه يمكن إحياء الماموث بنجاح. حتى اليوم، تم اقتراح عدة طرق لتحقيق هذا الهدف، بما في ذلك الاستنساخ والتلقيح الاصطناعي وتحرير الجينوم. أثارت أخلاقيات إحياء الحيوان خلافات.

## ملخص
يتمثل الإستخدام العلمي المقترح للمادة الوراثية المحفوظة الموجودة في بقايا الماموث الصوفي في إعادة تكوين الماموث الحي. لقد نوقش هذا منذ فترة طويلة من الناحية النظرية، ولكنه لم يكن إلا مؤخرًا موضوع جهد رسمي بسبب التقدم في تقنيات البيولوجيا الجزيئية واستنساخ الثدييات.    تحسن استنساخ الثدييات في العقدين الماضيين. حتى الآن، لم يتم العثور على أنسجة ماموث صالحة أو مجموع مورثي السليم لمحاولة الإستنساخ.
وفقًا لأحد فريق البحث، لا يمكن إعادة إنشاء الماموث، لكن الفريق سيحاول في النهاية أن يُنمو في "رحم اصطناعي" فيل هجين مع بعض سمات الماموث الصوفي.   يُظهر علم الجينوم المقارن أن الجينوم (أو المجموع المورثي) الخاص بالماموث يطابق 99٪ من جينوم الفيل، لذلك يهدف الباحثون العاملون في هذا المجال إلى هندسة الفيل بجينات الماموث، التي ترمز للمظهر الخارجي وسمات الماموث.  ستكون النتيجة هجينًا من الفيل والماموث مع ما لا يزيد عن 1٪ من جينات الماموث.  تعمل مشاريع منفصلة على إضافة جينات الماموث تدريجياً إلى خلايا الفيل في المختبر.   
تأسست شركة كولوسال بيوساينز (Colossal Biosciences) في عام 2021، وهي إحدى شركات التكنولوجيا الحيوية التي أعلنت علنًا أن مشروعها يهدف إلى إحياء الماموث الصوفي وراثيًا، والجمع بين جيناته والحمض النووي للفيل الآسيوي. وقد صرحت علنًا أنها تعتزم إكمال المشروع بحلول عام 2027.  